# Haus Börsenhof C

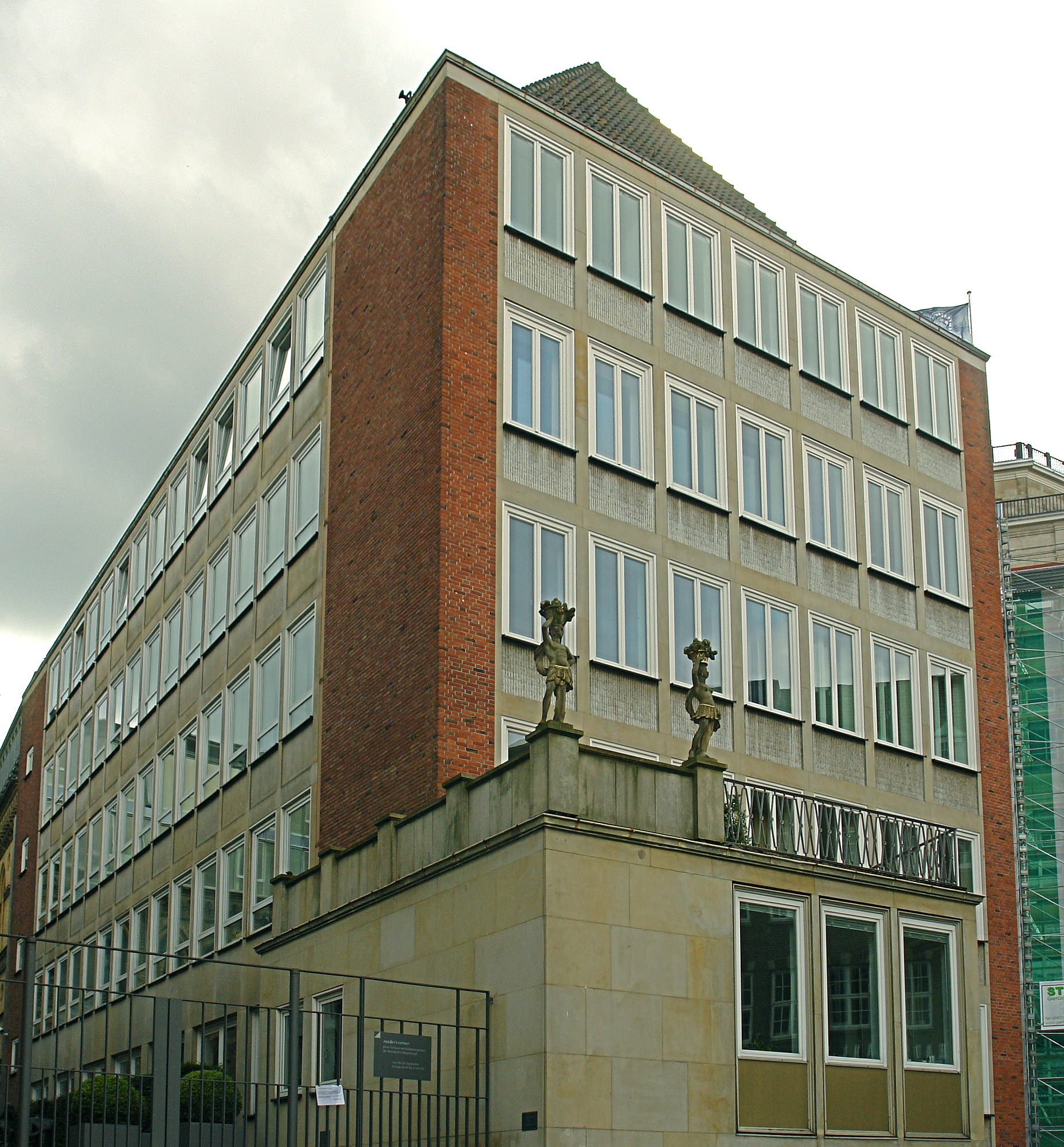
Haus Börsenhof C

Das Haus Börsenhof C befindet sich in Bremen, Stadtteil Mitte, Ortsteil Altstadt, Marktstraße 3/Bremer Marktplatz/Dieter-Klink-Platz. Das Haus entstand 1956 nach Plänen von Bernhard Wessel. Es steht seit 1973 unter Bremer Denkmalschutz.

## Geschichte

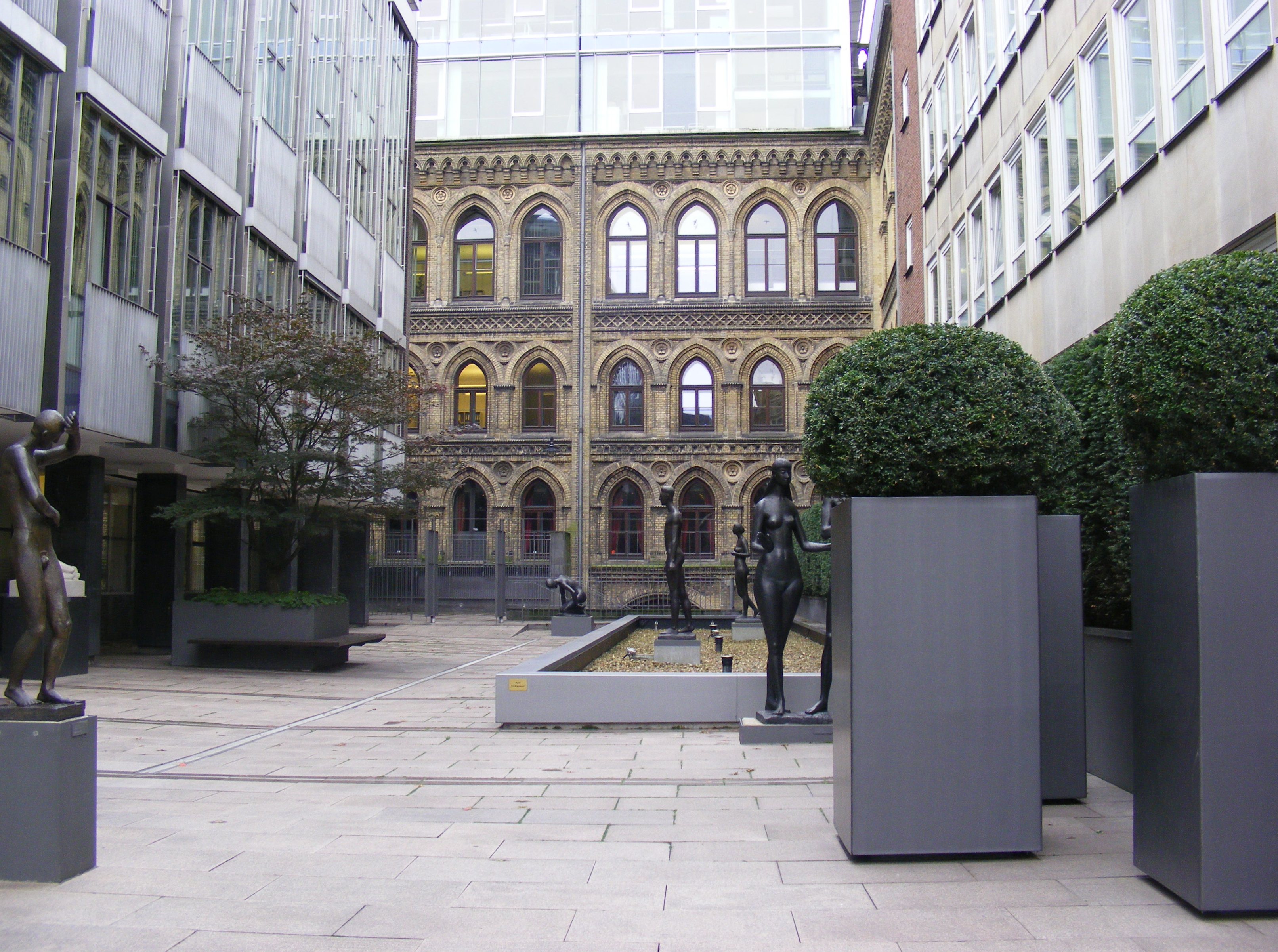
Skulpturengarten zwischen Haus der Bürgerschaft und Haus C

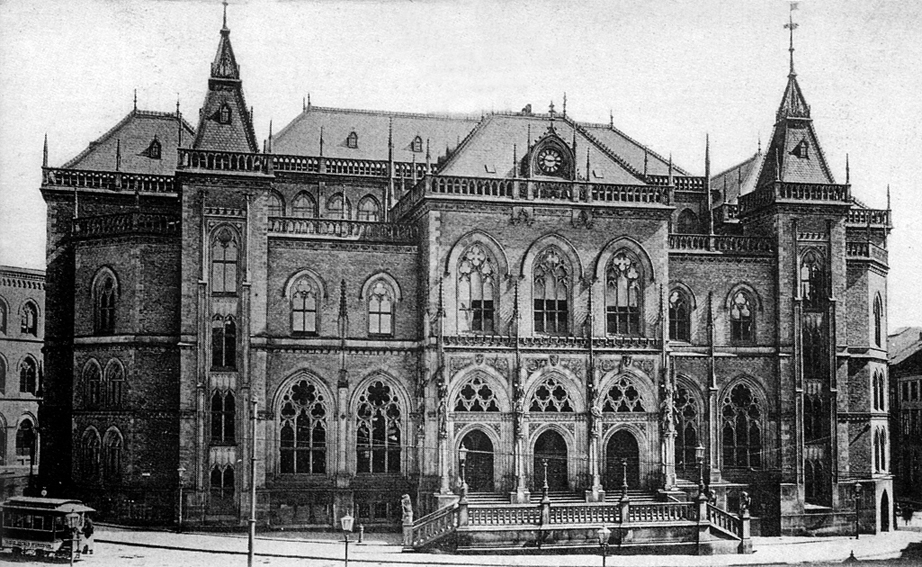
Zerstörte Neue Börse am Standort

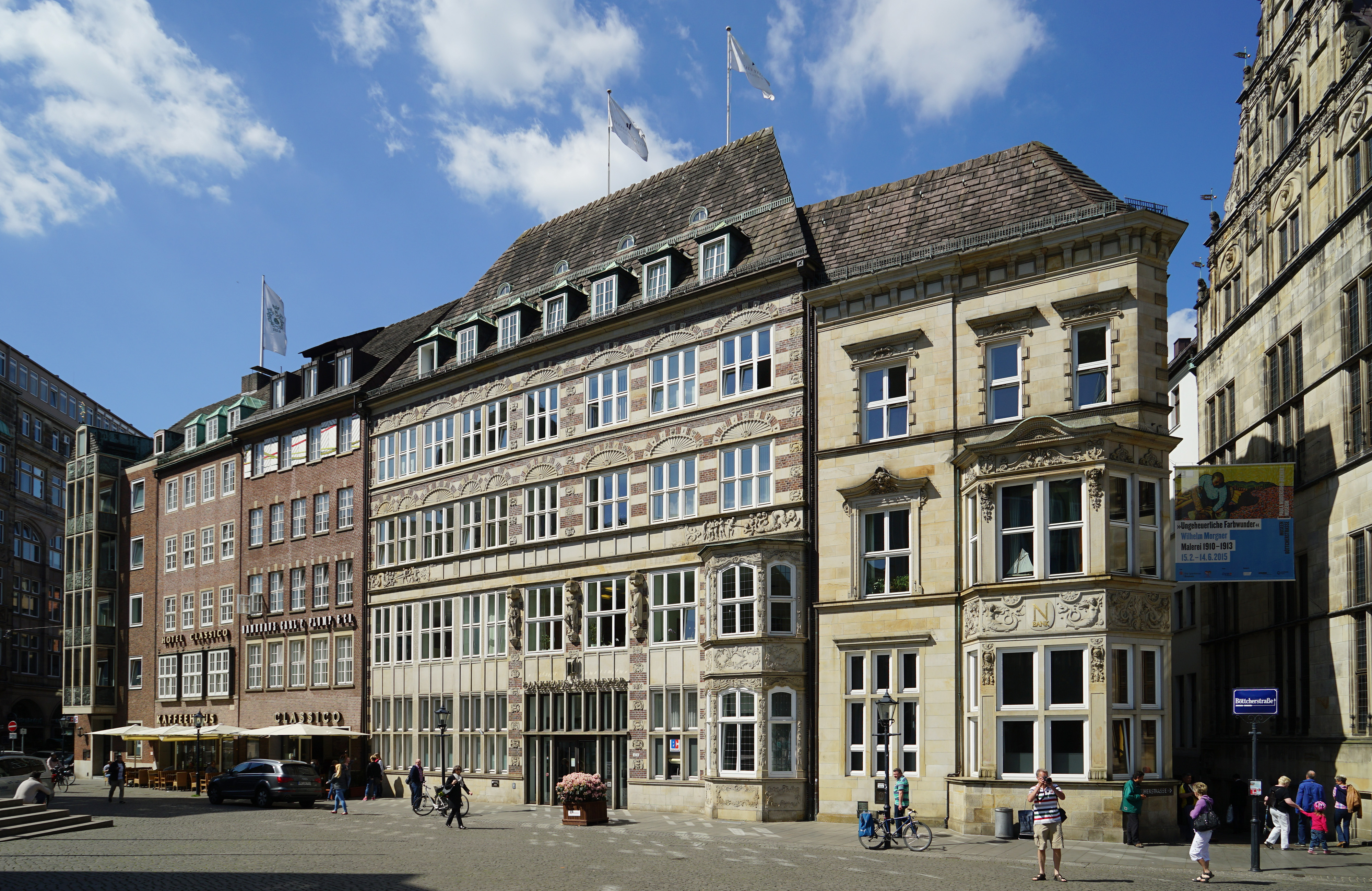
Bankhäuser Neelmeyer 1950 und Plump 1960

Das sechsgeschossige Büro- und Geschäftshaus mit Rotsteinfassadenteilen, einem Walmdach und den südöstlichen Arkaden wurde in der Nachkriegszeit 1956 für die Handelskammer Bremen in einem konservativen Stil gebaut. Das Gebäude steht auf dem Komplex der kriegszerstörten neogotischen Neuen Börse von 1864. Zwei historische Steinskulpturen zieren die Balkonpfeiler zum Marktplatz. Ein viergeschossiger erhaltener Verbindungsbau führt am Dieter-Klink-Platz zum alten Börsennebengebäude Börsenhof A.
Der Standort direkt am Bremer Marktplatz hat eine besondere städtebauliche Bedeutung. Zum denkmalgeschützten Ensemble gehören die Häuser am Marktplatz. Als benachbarte neu gestaltete Bauten entstanden das Bankhaus Neelmeyer 1950, das Medizinische Warenhaus 1950, das Eduscho-Haus 1953 und das Bankhaus Carl F. Plump & CO. 1960. Das daneben stehende Haus der Bürgerschaft kam erst 1965/66. Dazwischen befindet sich der Skulpturengarten mit Werken vom Bildhauer Gerhard Marcks.
Heute (2018) werden die Büros durch verschiedene Firmen und Kanzleien genutzt.